# Pieve dei Santi Nazario e Celso
La pieve dei Santi Nazario e Celso è un luogo di culto cattolico situato nel comune di Borgomaro, in strada Santi Nazario e Celso, in provincia di Imperia.

## Storia e descrizione

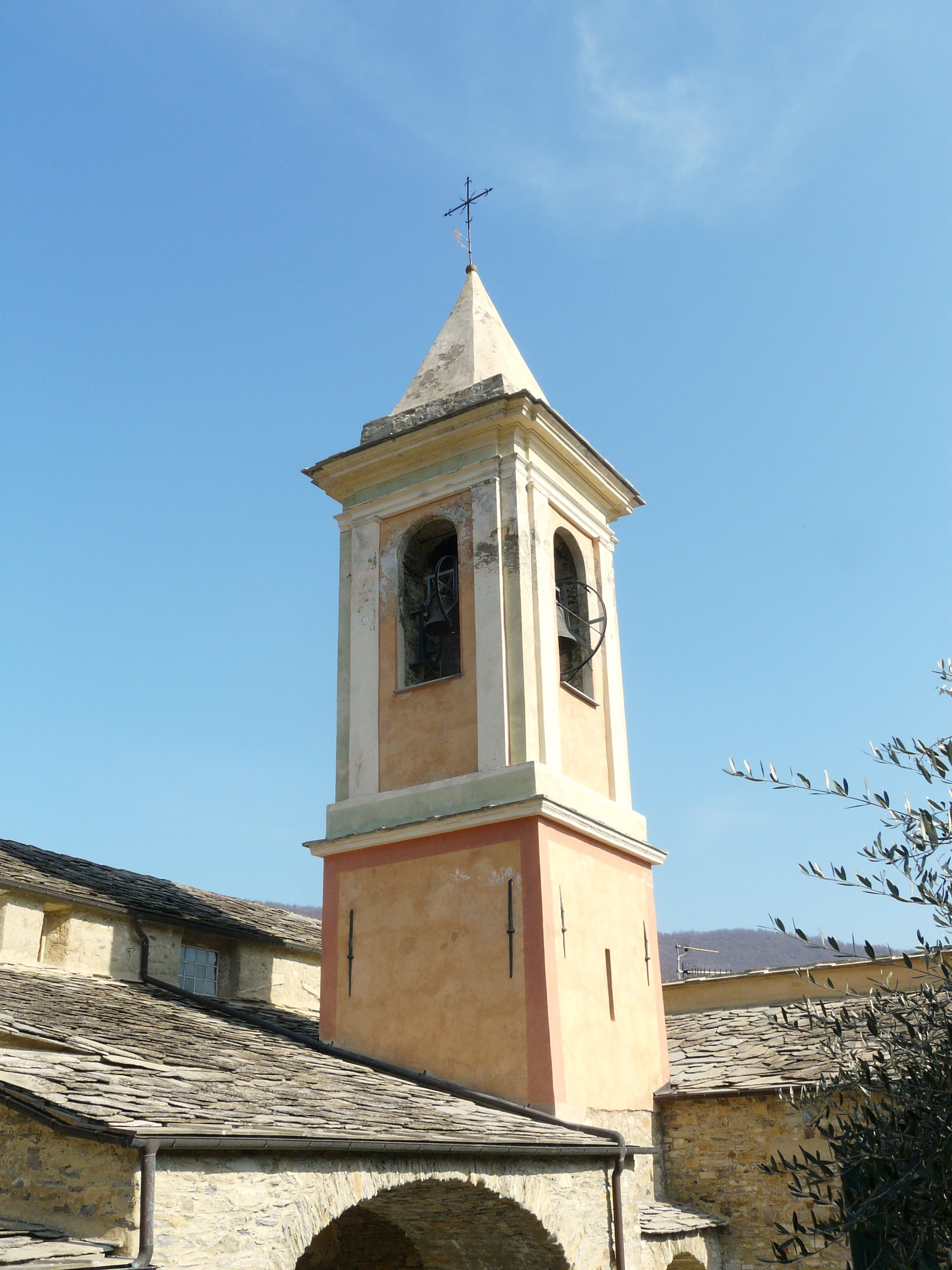
Il campanile

Prima chiesa matrice della comunità borgomarese, la pieve è probabilmente di origine paleocristiana, secondo una tradizione locale costruita sulle fondamenta di un tempio d'epoca ligure-romana, anche se le prime citazioni della chiesa si trovano in alcuni documenti databili tra il VIII e il IX secolo. L'edificio religioso attuale, come confermato dal vicario della diocesi di Albenga, nonché abate del monastero di San Martino dell'isola Gallinara, padre Silvestro, è frutto della ricostruzione avvenuta nel corso del XII secolo. La chiesa, un po' discosta dall'abitato di Borgomaro, è sempre stata baricentrica per un numero di paesi della zona ed infatti, per tutto il periodo medievale è rimasta l'unica sede battesimale della zona del Maro.
A causa di un incendio scoppiato al suo interno nel 1490, la pieve fu ancora trasformata subito dopo (i lavori si conclusero nel 1498) e una terza volta nelle forme e stile attuali. Sempre al Quattrocento dovrebbe risalire l'apertura a porticato sul lato sinistro con un portale che reca lo stemma nobiliare di Renato di Savoia.
Fu nel corso del XVII secolo che il tempio religioso subì l'allungamento della zona absidale, l'ingrandimento del presbiterio, la sistemazione della sacrestia e la realizzazione di tre altari in marmo policromo. Restauri effettuati tra il 1970 e il 1971 hanno cancellato buona parte degli interventi decorativi sei-settecenteschi, anche se hanno permesso il ripristino delle antiche affrescature delle fasce bianche e nere, queste ultime databili al XV secolo. 
La facciata principale, intonacata, è ornata da un portale in pietra nera locale con decorazioni a tortiglione sormontato da un arco acuto. L'architrave scolpito a rilievo rappresenta l'Annunciazione e monogramma di Gesù Cristo inserito in una raggiera recando la data di costruzione dell'edificio e sotto un'iscrizione che reca la data 1498, probabile ante quem per la conclusione dei lavori seguiti all'incendio del 1490.
L'interno della chiesa è articolato in tre navate divise da maestose colonne in pietra nera, appartenenti alla costruzione originaria sormontate da archi leggermente ogivali. Alcuni interventi barocchi caratterizzano il coro, le due cappelle contrapposte in prossimità del presbiterio e le copertura con successione di volte a vela nella navata centrale. 
Dietro l'altare maggiore è un polittico realizzato intorno al 1525 da Raffaello De Rossi pittore originario di Firenze, forse allievo di Fra' Bartolomeo per la composta grazia delle sue figure, che diffonde in Liguria la cultura rinascimentale fiorentina di inizio Cinquecento. L'opera, committenza dei Lascaris come evidenziano gli stemmi ai lati della predella, raffigura al centro in basso, L'incontro con la Veronica e ai lati San Nazario e un donatore e San Celso. Nel registro superiore sono San Pietro e San Paolo e nella lunetta in alto l'Annunciazione con al centro Dio Padre benedicente. Nella predella è raffigurato: La donna pagana affida il figlio a san Nazario, I Santi Nazario e Celso condannati a essere gettati in mare, I Santi Nazario e Celso gettati in mare e la Decapitazione dei santi Nazario e Celso. Il polittico non mostra solo la cultura fiorentina del suo autore, nell'importanza data al disegno e alla prospettiva, ma evidenzia anche l'attenzione ad opere presenti in Liguria, come lo Spasimo di Sicilia di Raffaello, presente a Genova nel 1517, e il Martirio di Santo Stefano dipinto da Giulio Romano tra il 1519 e il 1521 per l’omonima chiesa genovese.
Sempre nel presbiterio è un tabernacolo in pietra nera realizzato nel 1531 e conservato ora nel presbiterio; lavorato con la tecnica del bassorilievo raffigura scene di vita di Cristo e di santi. 
In fondo alla navata sinistra è collocato un dipinto della Vergine con il Bambino e ancora un architrave raffigurante lo stemma dei conti di Ventimiglia, primi signori di Borgomaro e della valle del Maro.